# Джебель бу Корнін
Джебель бу Корнін (араб. جبل بوقرنين, фр. Djebel Boukornine), також пишеться Джебель-бу-Корнін або Гора-Бу Корнін — 576-метрова гора на півночі Тунісу, з видом на Туніську затоку і місто Хаммам-Ліф.
Вона складається зі складок і скидів відслонених Юрських вапняків.
Власна назва «бу Корнін» походить з Туніської арабської  та означає «той, що з двома рогами», оригінальна форма походить з пунічної мови як «ba'al kornine», що означає «Пан з двома рогами». Вона отримала свою назву від двох піків висотою 576 і 493 метрів у верхній частині гори. У часи стародавнього Карфагена, гора вважалася священною і там проводилися релігійні ритуали.
Масив є частиною Букорнінського Національного парку, що покриває 1939 га та охороняє багато видів рослин і тварин. Гірські схили покриті сосною і кедром.
Джебель Рессас приблизно на 30 км на південний-захід є найвищим піком з висотою 795 метрів.